# کتلی
کتلی یک روستا در ایران است که در بخش جلگه شوقان واقع شده‌است. کتلی ۴۱۱ نفر جمعیت دارد.

## کتلی در فاصله 40 کیلومتری شهرستان بجنورد هستش.
ارتفاع آن 1400 متر از سطح دریا می باشد.اب وهوای سرد و کوهستانی دارد.
جاذبه های گردشگری کتلی:
چنار روستا که بالای 1750 سال قدمت دارد و کهن ترین چنار ایران می باشد.

کتلی دارای چشمه ها و منابع طبیعی بکر و زیبا هستش که واقعا بی نظیر هست در منطقه.از دیگر جاذبه های روستای کتلی می توان به سد خاکی آن در فاصله 15 کیلومتری روستا  اشاره کرد.
1. ↑  مشارکت‌کنندگان ویکی‌پدیا. «Kotalli». در دانشنامهٔ ویکی‌پدیای انگلیسی.